# 37e cérémonie des International Emmy Awards
Pour la cérémonie principale des Emmy Awards récompensant les programmes télévisés diffusés en primetime aux États-Unis, voir la 61e cérémonie des Primetime Emmy Awards.
La 37e cérémonie des International Emmy Awards, décernés par l'International Academy of Television Arts and Sciences, a eu lieu le 23 novembre 2009, et a récompensé les programmes télévisés internationaux diffusés au cours de la saison 2008-2009.

## Palmarès

### Meilleure performance d'acteur
- Ben Whishaw dans Criminal Justice  Royaume-Uni
  - Robert de Hoog dans Skin  Pays-Bas
  - Chen Li dans Ultimate Rescue  Chine
  - Oscar Olivares dans Capadocia  Mexique

### Meilleure performance d'actrice
- Julie Walters dans A Short Stay in Switzerland  Royaume-Uni
  - Emma de Caunes dans Seconde Chance  France
  - Angel Locsin dans The Wolf  Philippines
  - Cecilia Suárez dans Capadocia  Mexique

### Meilleure série dramatique
- Livvagterne  Danemark
  - Capadocia  Mexique
  - The Land of the Wind  Corée du Sud
  - Sokhulu & Partners  Afrique du Sud
  - Spooks  Royaume-Uni

### Meilleure comédie
- Hoshi Shinichi’s Short Shorts  Japon
  - Peter Kay’s Britain’s Got the Pop Factor  Royaume-Uni
  - Ó Paí, Ó  Brésil

### Meilleure mini-série ou meilleur téléfilm
- The Wolves of Berlin  Allemagne
  - Maysa – When the Heart Sings  Brésil
  - The Shooting of Thomas Hurndall  Royaume-Uni
  - Ultimate Rescue  Chine

### Meilleure telenovela
- India, A Love Story  Brésil
  - Magdusa Ka  Philippines
  - Seconde Chance  France
  - A Time for Us  Philippines

### Meilleur documentaire
- The Ascent of Money  Royaume-Uni
  - Pancho Villa: Aqui y Alli  Argentine
  - Shooting the Messenger  Qatar
  - Cityboy – The Life of Investment Banker Geraint Anderson  Allemagne

### Meilleur programme artistique
- The Mona Lisa Curse  Royaume-Uni
  - Por Toda Minha Vida: Mamonas Assassinas  Brésil
  - Ode to Joy: 10,000 Voices Resound!  Japon
  - Seven Gates of Jerusalem  Japon

### Meilleur programme de divertissement non-scénarisé
- The Phone  Pays-Bas
  - The Amazing Race Asia 3  Singapour
  - Historia Extrema  Argentine
  - I’m a Celebrity…Get Me Out of Here!  Royaume-Uni